# Xonrupt-Longemer
Xonrupt-Longemer é uma comuna francesa na região administrativa de Grande Leste, no departamento de Vosges. Estende-se por uma área de 30,71 km². Em 2010 a comuna tinha 1 572 habitantes (densidade: 51,2 hab./km²).